# Załari
Załari (ros. Залари) – osiedle typu miejskiego w Rosji, w obwodzie irkuckim, ośrodek administracyjny rejonu załarińskiego. W 2010 liczyło 9600 mieszkańców.

## Urodzeni
- Michaił Gusiew – radziecki polityk.